# MBK 서체
MBK 서체는 메르세데스-벤츠 코리아가 2017년 10월 9일 배포한 한글 글꼴이다. 메르세데스-벤츠 코리아의 광고와 내부 커뮤니케이션에 사용된 두 서체는 메르세데스-벤츠 브랜드 고유의 ‘모던 럭셔리(Modern Luxury)’ 감성을 주제로 개발되었으며 우아한 품격을 나타내는 명조체 계열의 ‘MBK CorporateA’와 젊고 역동적인 감각을 담은 고딕체 계열의 ‘MBK CorporateS’로 구성되어 있다. 윤디자인그룹과 공동으로 개발되었다. 개인 및 기업 사용자를 포함 비상업적인 용도로 사용되는 것을 허용하며, 인쇄물, 광고물, 온라인에서 상업적인 목적으로는 사용할 수 없다.